# 任祖瀾
任祖瀾（?—?），字子明，山東省萊州府高密縣人，清朝政治人物、書法家，進士出身。
光緒二十九年（1903年），参加光緒癸卯科殿試，登進士二甲第51名。同年閏五月，以主事分部学习，授吏部文選司兼验封司主事，后任山西恒曲縣知縣、山東泗水縣知縣，有政績。中華民國成立后，定居濟南，善於書法，存有《古本大学说略》、《梦觉庐诗草》行世。侄女嫁王鳴盛之弟王鳴韶。